# Philipp Frank
Philipp Frank (Vienna, 20 marzo 1884 – Cambridge, 21 luglio 1966) è stato un fisico, matematico e filosofo austriaco.
Fu un neopositivista e un membro del Circolo di Vienna.

## Biografia
Frank studiò dapprima a Gottinga, seguendo le lezioni di David Hilbert e Felix Klein, poi presso l'Università di Vienna, dove ottenne la laurea nel 1907, con una tesi sulla fisica teorica, sotto la supervisione di Ludwig Boltzmann. Fu influenzato soprattutto dal pensiero di Ernst Mach, Henri Poincaré, Pierre Duhem e Abel Rey, al centro delle discussioni del giovedì sera in un antico caffè viennese con Hans Hahn e Otto Neurath. Albert Einstein lo designò come successore alla sua cattedra di fisica teorica presso l'Università Carolina di Praga, che quindi detenne dal 1912 al 1938. Negli anni Trenta partecipò a tutti i maggiori convegni di filosofia: la conferenza preliminare di Praga del 1934, il congresso di Parigi del 1935, quello di Copenhagen del 1936, il Congrès Descartes di Parigi del 1937 e il congresso di Cambridge del 1938. Quell'anno emigrò negli Stati Uniti, dove fu docente di fisica matematica presso l'Università di Harvard dal 1949 al 1954; in quel periodo vi tenne anche due corsi di filosofia della scienza.

## Opere
Tra le sue opere si ricordano:
- Kausalgesetz und Erfahrung, in «Annalen der Naturphilosophie», 1907
- Das Kausalgesetz und seine Grenzen (Wien 1932; trad. francese di Joachim Du Plessis de Grenédan, Le principe de causalité et ses limites, Paris 1937)
- Das Ende der mechanistischen Physik (Wien 1935)
- Between Physics and Philosophy (Cambridge, Mass., 1941; nuova ed. ampliata: Modern Science and Its Philosophy, Cambridge, Mass., 1949, trad. it. di Maria Carla Galavotti e Giuseppe Picca, La scienza moderna e la sua filosofia, Bologna 1973)
- Einstein: His Life and Times (New York 1947, seconda ed. 1953; trad. it. di Eugenio Vincentii, Einstein. La sua vita e il suo tempo, Milano 1949)
- Relativity: A Richer Truth (Boston 1950, London 1951)
- Philosophy of science. The link between science and philosophy (Englewood Cliffs 1957, seconda ed.: Westport, Conn., 1974)